# Moshe Lion
Moshe Lion (Tel Aviv, 6 de octubre de 1961) es un político israelí, actual alcalde de Jerusalén. Anteriormente se desempeñó como miembro del Ayuntamiento de Jerusalén, director general de la Oficina del Primer Ministro, presidente de los Ferrocarriles de Israel y jefe de la Autoridad de Desarrollo de Jerusalén. Lion es el primer alcalde de Jerusalén de ascendencia sefardí.

## Trayectoria
Moshe Lion realiza su servicio militar en el rabinato militar del ejército israelí. Luego estudió economía y contabilidad en la Universidad Bar-Ilan. Obtuvo un CPA como auditor en 1990 y al año siguiente fundó la firma empresarial Yitzhaki & Co con Avigdor Yitzhaki y otros dos socios (se jubiló en 2017).  De 1996 a 1999 trabajó en la oficina del Primer Ministro Benjamin Netanyahu (1996-1999), como asesor económico3. De 2003 a 2006, fue director de Ferrocarriles de Israel y, a partir de 2008, director de la Autoridad de Desarrollo de Jerusalén.
En 2013, fue elegido miembro del consejo de la ciudad de Jerusalén bajo la etiqueta del Likud, pero fue derrotado para el cargo de alcalde por el titular Nir Barkat. Nuevo candidato en las votaciones del 13 de noviembre de 2018, fue elegido5 y asumió el cargo el 4 de diciembre siguiente, convirtiéndose en el primer alcalde sefardí de la capital israelí. Desde 2014, también ha sido presidente de la junta directiva del Centro Médico Mayanei HaYeshua en Bnei Brak. Moshe Lion está casado y tiene cuatro hijos.